# بوئینگ آرسی-۱۳۵
بوئینگ آرسی-۱۳۵ (به انگلیسی: Boeing RC-135) یک هواپیمای ساختِ بوئینگ در کشور ایالات متحده آمریکا است. نخستین استفاده‌کنندهٔ این هواپیما نیروی هوایی ایالات متحده آمریکا بوده‌است.این هواپیما ماموریت‌های شناسایی شامل تصویربرداری و جاسوسی و انحراف سیگنال را انجام می‌دهد